# Duba Gyula
Duba Gyula (Hontfüzesgyarmat, 1930. június 8. – Pozsony, 2024. április 3.) Kossuth- és József Attila-díjas szlovákiai magyar író.

## Életpályája
1940-1944 között a Lévai Állami Gimnáziumban tanult. 1950-1954 között a kassai Gépészeti Szakközépiskolában (ma: Szakkay József Műszaki és Közgazdasági Szakközépiskola) tanult. 1954-1957 között a Szlovák Műszaki Egyetem Gépészeti Karán Pozsonyban folytatott felsőfokú tanulmányokat. 1957-1959 között katona volt. 
1959-1968 között A Hét című képes hetilapot szerkesztette. 1968-1983 között az Irodalmi Szemle, 1983-1989 között a Madách Könyv- és Lapkiadó főszerkesztőjeként működött. 
1990 óta szabadfoglalkozású író. 1993-ban nyugdíjba vonult. 2005 óta a Magyar Művészeti Akadémia Irodalmi Tagozatának tagja. Pozsonyban él és alkot.

### Munkássága
Novelláiban, szociografikus regényeiben (Vajúdó parasztvilág, 1974) a csehszlovákiai magyar falvak életét, sorsát örökítette meg, a lakosságcsere, az életmódváltás (parasztból munkás vagy értelmiségi) buktatóit. Humoristának indult, majd az író szatirikus éleslátása következett, hatalmas élet- és ismeretanyaga hitelesíti regényeit, elbeszéléseit, szatirikus riportjait, karcolatait, humoreszkjeit, irodalomtörténeti tanulmányait, esszéit, kritikáit.

## Művei
- A nevető ember és egyéb vidám írások (1959)
- Szemez a feleségem és egyéb humoros írások (1961)
- Csillagtalan égen struccmadár (elbeszélések, 1963)
- Na, ki vagyok? (szatirikus elbeszélések, humoreszkek, 1965)
- Delfinek (elbeszélések, 1966)
- Főtárgyalás; Népművelési Propaganda Iroda, Bp., 1966 (Színjátszók kiskönyvtára)
- Baj van a humorral (humoreszkek, karcolatok, 1967)
- Szabadesés (regény, 1969)
- Ugrás a semmibe (elbeszélések, 1971)
- Valóság és életérzés (esszék, kritikák, 1972)
- Vajúdó parasztvilág. Jelentés a Garam mentéről (szociográfiák, visszaemlékezések, 1974)
- Angyal vagy madárijesztő? (elbeszélések, 1975)
- Ívnak a csukák (regény, 1977)
- Káderezés a (zseb)Parnasszuson (paródiák, 1979)
- Az elrabolt taliga (szatírák, humoreszkek, 1980)
- Örvénylő idő (regény, 1982)
- Látni a célt (esszék, kritikák, vallomások, 1983)
- Kiárusítás délelőtt (elbeszélések, 1984)
- A macska fél az üvegtől (regény, 1985)
- Európai magány (elbeszélések, esszék, 1987)
- Aszály (regény, 1989)
- Káderezés a (zseb) Parnasszuson; 2. bőv. kiad.; Madách–Szépirodalmi, Bratislava–Bp., 1990
- A mesélő gyilkos. Játékos győzelmek és bájos kudarcok az időben; Madách, Pozsony, 1992
- Álmodtak tengert I–II. (regény, 1993-1995)
- Sólyomvadászat (kisregény, 1994)
- Levél az Elnöknek (írások, gondolatok, látomások, 1997)
- A tűzmadár. Péterke képeskönyve; Madách-Posonium, Pozsony, 1997
- Az idő hangjai (esszék, 1998)
- Látogatók (elbeszélések, 2000)
- Agydaganat avagy Káderezés a (zseb)Parnasszuson; Kalligram, Pozsony, 2000
- Halódó parasztvilág (regény, 2001)
- Téli áradás (regény, 2002)
- Szerelmes földrajzom. Felvidéki őrjárat (esszék, 2004)
- Az emlékezés öröme és kockázata (esszék, 2005)
- Az élet lehajló ága (regény, 2006)
- Gondok emléke – emlékek gondjai. Írókról, irodalomról (2007)
- Valami elmúlt. Regényes önéletírás; Madách-Posonium, Pozsony, 2008–
  - Erni gyermekkora; 2008
  - Erni diákkora; 2013
- Ulysses Ontario tartományban. Esszék; Madách-Posonium, Pozsony, 2009
- Kisebbségi irodalmi nagykávéház. Régi és új humoreszkek; Madách-Posonium, Pozsony, 2011
- Lámpagyújtás. Emlékek, hangulatok; Lilium Aurum, Dunaszerdahely, 2011

## Díjai
- Madách Imre-díj (1967, 1970, 1975, 1982)
- Szlovák Írószövetség díja (1972, 1994)
- Nemzetiségi Díj (1973)
- Érdemes művész (1983)
- A Magyar Köztársaság Csillagrendje (1990)
- A Szlovák Köztársaság Ezüstplakettje (1990)
- Posonium – életműdíj (2001)
- Szabó Zoltán-díj (2002)
- József Attila-díj (2004)
- Talamon Alfonz-díj (2008)
- Kossuth-díj (2023)